# 沖縄都市圏
沖縄都市圏（おきなわ としけん）とは、沖縄県沖縄市を中心とする都市圏のこと。2015年国勢調査による都市圏人口は約30万人。

## 概要
沖縄本島を北・中・南の3つに分けた広域行政圏のうち、沖縄市を中心とした「中部広域市町村圏」の市町村が沖縄都市圏に該当する。これらの地域は人口自然増加率が全国で最も高い沖縄県の中でもとりわけ増加率の高い地域であり、中核となる沖縄市は人口増加率6.9パーセント（2015年までの5年間）と地方第二都市としては全国で最も高い。全体の人口密度で見た場合は三大都市圏の郊外並みだが、治外法権の嘉手納基地や普天間飛行場といった在日米軍基地が沖縄都市圏の面積の約３割を占めており、実際に都市活動に使用できる面積は限られる。

## 定義

### 広域行政圏
沖縄本島を北・中・南の3つに分けて広域行政圏がつくられている。沖縄市を中心とする中部では、「中部広域市町村圏事務組合」が設置されている。
中部広域市町村圏
- 沖縄市
- 宜野湾市
- うるま市
- 中頭郡（北谷町・嘉手納町・西原町・読谷村・北中城村・中城村）

### 10% 都市圏
沖縄市を中心市とする都市雇用圏（10% 通勤圏、2010年国勢調査基準）の人口は約27万7千人で、2016年10月の推計人口では29万人。一般的な都市圏の定義については都市圏を参照のこと。

#### 都市圏の変遷
都市雇用圏（10% 通勤圏、中心都市DID人口が1万人以上）の変遷
| 自治体 ('80) | 1980年                 | 1990年                 | 1995年                 | 2000年                 | 2005年                 | 2010年                 | 自治体 （現在） |
| ------------ | ---------------------- | ---------------------- | ---------------------- | ---------------------- | ---------------------- | ---------------------- | --------------- |
| 石川市       | 石川 都市圏 1万8533人  | 石川 都市圏 2万0715人  | 沖縄 都市圏 25万1069人 | 沖縄 都市圏 28万3227人 | 沖縄 都市圏 29万6202人 | 沖縄 都市圏 27万7006人 | うるま市        |
| 具志川市     | 沖縄 都市圏 23万6398人 | 沖縄 都市圏 23万3825人 | 沖縄 都市圏 25万1069人 | 沖縄 都市圏 28万3227人 | 沖縄 都市圏 29万6202人 | 沖縄 都市圏 27万7006人 | うるま市        |
| 勝連町       | 沖縄 都市圏 23万6398人 | 沖縄 都市圏 23万3825人 | 沖縄 都市圏 25万1069人 | 沖縄 都市圏 28万3227人 | 沖縄 都市圏 29万6202人 | 沖縄 都市圏 27万7006人 | うるま市        |
| 与那城村     | 沖縄 都市圏 23万6398人 | 沖縄 都市圏 23万3825人 | 沖縄 都市圏 25万1069人 | 沖縄 都市圏 28万3227人 | 沖縄 都市圏 29万6202人 | 沖縄 都市圏 27万7006人 | うるま市        |
| 沖縄市       | 沖縄 都市圏 23万6398人 | 沖縄 都市圏 23万3825人 | 沖縄 都市圏 25万1069人 | 沖縄 都市圏 28万3227人 | 沖縄 都市圏 29万6202人 | 沖縄 都市圏 27万7006人 | 沖縄市          |
| 嘉手納町     | 沖縄 都市圏 23万6398人 | 沖縄 都市圏 23万3825人 | 沖縄 都市圏 25万1069人 | 沖縄 都市圏 28万3227人 | 沖縄 都市圏 29万6202人 | 沖縄 都市圏 27万7006人 | 嘉手納町        |
| 北中城村     | 沖縄 都市圏 23万6398人 | 沖縄 都市圏 23万3825人 | 沖縄 都市圏 25万1069人 | 沖縄 都市圏 28万3227人 | 沖縄 都市圏 29万6202人 | 沖縄 都市圏 27万7006人 | 北中城村        |
| 北谷町       | 沖縄 都市圏 23万6398人 | 沖縄 都市圏 23万3825人 | 沖縄 都市圏 25万1069人 | 沖縄 都市圏 28万3227人 | 沖縄 都市圏 29万6202人 | 那覇 都市圏            | 北谷町          |
| 読谷村       | 沖縄 都市圏 23万6398人 | 読谷 都市圏 3万0750人  | 読谷 都市圏 3万2912人  | 読谷 都市圏 3万5707人  | 読谷 都市圏 3万7306人  | 読谷 都市圏 3万8200人  | 読谷村          |

- 1994年1月1日 - 与那城村（よなぐすくそん）が町制施行し与那城町（よなしろちょう）となった。
- 2005年4月1日 - 具志川市、石川市、勝連町、与那城町が新設合併してうるま市となった。